# 문화어학습
《문화어학습》은 조선민주주의인민공화국의 언어분야 잡지이다.
언어학연구를 하는 박사, 군인, 학생들을 독자를 위주로 한다. 처음에는 사회과학출판사에서 출판하다가, 지금 과학백과사전종합출판사에서 발행하고 있다. 《문화어학습》은 언어부문의 연구자들에게 반드시 필요한 문헌이며, 계간으로 간행된다. 이 잡지와 비슷한 잡지는 《조선어문》이 있다. 내용은 조선로동당의 언어관련 정책에 대한 글과 외래어를 우리 말로 풀어쓸 때 대한 해설하는 글, 사회관련기사를 싣고 있다.